# راي ويليس (كرة سلة)
راي ويليس (بالإنجليزية: Ray Willis)‏ مواليد 13 سبتمبر 1989 في تلسا، هو لاعب كرة سلة محترف أمريكي بدأ مسيرته الاحترافية في سنة 2013 ويحمل الرقم 6. يبلغ طوله 6 قدم 6 بوصة (2.0 م). لعب كرة السلة الجامعية مع فريق جامعة أوكلاهوما. يلعب حاليا في دوري كوينزلاند لكرة السلة.